# Conocephalum
Famille
Genre
Conocephalum est un genre d'hépatiques thalloïdes complexes de l'ordre des Marchantiales et est le seul genre existant de la famille des Conocephalaceae,. Certaines espèces de Conocephalum sont attribuées au complexe Conocephalum conicum, qui comprend plusieurs espèces cryptiques. Les espèces de Conocephalum sont de grandes hépatiques avec des motifs distincts sur le thalle supérieur, donnant l'apparence d'une peau de serpent. L'espèce Conocephalum conicum doit son nom à ses structures reproductrices en forme de cône, appelées archégoniophores.
Les espèces de Conocephalum sont relativement communes et largement réparties en Amérique du Nord, en Europe et en Asie de l'Est. Conocephalum se rencontre souvent dans des habitats humides et ombragés,,, et se trouve également dans des forêts ouvertes, des bancs de sable, des rochers et des falaises humides et des sols humides. Les espèces de Conocephalum sont également souvent associées à des substrats calcaires.
Conocephalum a un thalle relativement grand, avec une ramification irrégulière. Les plantes poussent en chevauchant les lobes, créant souvent de grands tapis. En ce qui concerne la reproduction, les espèces de Conocephalum sont dioïques. Les espèces de Conocephalum produisent différents terpènes et composés aromatiques,. Une variation considérable des espèces a été identifiée en fonction de la composition chimique et différentes espèces ont été identifiées en fonction de leurs composés uniques. Un alcool sesquiterpénique unique connu sous le nom de conocephalenol a été identifié et extrait de C. conicum,.

## Classification et taxonomie
Certaines espèces de Conocephalum sont placées dans le complexe Conocephalum conicum, qui comprend plusieurs espèces cryptiques. Par conséquent, il a été difficile d'identifier le nombre exact d'espèces dans ce genre. Une espèce cryptique fait référence à une espèce qui présente une différence génétique mais qui ne présente pas de différences morphologiques. Chez les hépatiques, on suggère que les espèces cryptiques sont liées à la fois à la disjonction géographique et à la biologie de la reproduction en combinaison avec l'isolement et la différenciation de l'habitat.
La recherche moléculaire a indiqué que Conocephalum comprend un complexe de six espèces cryptiques (A, C, F, J, L et S),. En 2005, l'espèce cryptique S de C. conicum a été décrite comme une espèce distincte, C. salebrosum,,. Conocephalum salebrosum a une distribution plus large et est présent en Amérique du Nord, contrairement à C. conicum,,. Des études plus récentes du complexe Conocephalum conicum au Japon et à Taiwan ont permis d'identifier trois nouvelles espèces au sein de Conocephalum, C. orientalis, C. purpureorubum et C. toyotae, qui étaient auparavant décrites comme C. conicum J, F et R respectivement.

### Espèces
- Complexe Conocephalum conicum – comprend plusieurs espèces cryptiques[1],[2] :
  - Conocephalum conicum
  - Conocephalum salebrosum
  - Conocephalum orientalis
  - Conocephalum purpureorubum
  - Conocephalum toyotae
- Conocephalum supradecompositum

## Répartition

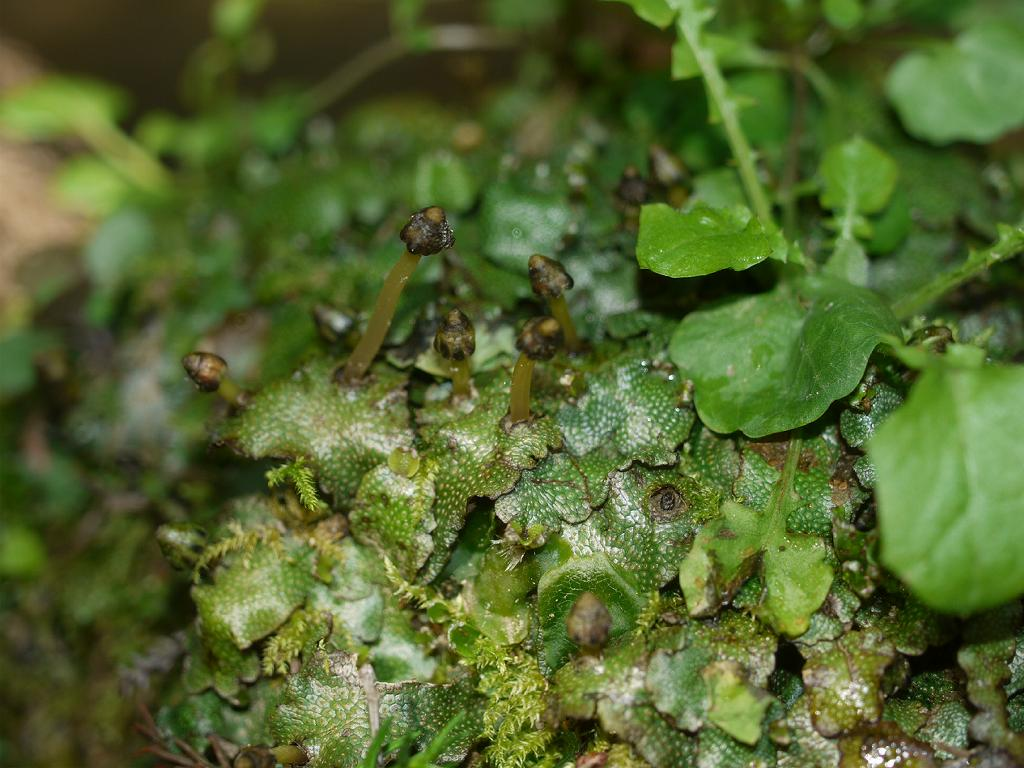
Conocephalum conicum pousse dans un habitat humide et ombragé

Les espèces de Conocephalum sont réparties dans toute l'Amérique du Nord, l'Europe et l'Asie de l'Est,,. Conocephalum salebrosum présente la répartition la plus large et se trouve dans toute l'Amérique du Nord,,, l'Europe et l'Asie. En Amérique du Nord, C. salebrosum est présent dans tout le Canada et dans certaines parties des États-Unis et a également été signalé en Russie. Contrairement à C. salebrosum, C. conicum est présent dans toute l'Europe, et a été signalé en Norvège, en Finlande, en Grande-Bretagne, en Irlande, en Belgique, en France, en Allemagne, en République tchèque, en Autriche, en Hongrie, en Roumanie, en Italie, au Portugal, en Espagne, en Croatie, en Bulgarie, en Grèce, en Ukraine, en Pologne et en Russie.
L'espèce C. supradecompositum a une répartition plus restreinte et se trouve principalement en Chine et au Japon,. En ce qui concerne les espèces de Conocephalum les plus récemment décrites, C. purpureorubum a été observé au Japon, en Chine, à Taiwan et en Corée du Sud et C. orientalis a été trouvé au Japon et à Taiwan,.

## Habitat
Les espèces de Conocephalum se rencontrent souvent dans des habitats humides et ombragés,,,. Les espèces de Conocephalum poussent également dans des microhabitats spécialisés à proximité d'eaux courantes et stagnantes. Conocephalum conicum se rencontre souvent dans des forêts ouvertes, des bancs de sable, des rochers et des falaises humides et des sols humides. C. conicum et C. salebrosum sont tous deux fortement associés aux substrats calcaires. Il a également été suggéré que C. salebrosum est probablement plus tolérant à la dessiccation que C. conicum,,,,.

## Morphologie

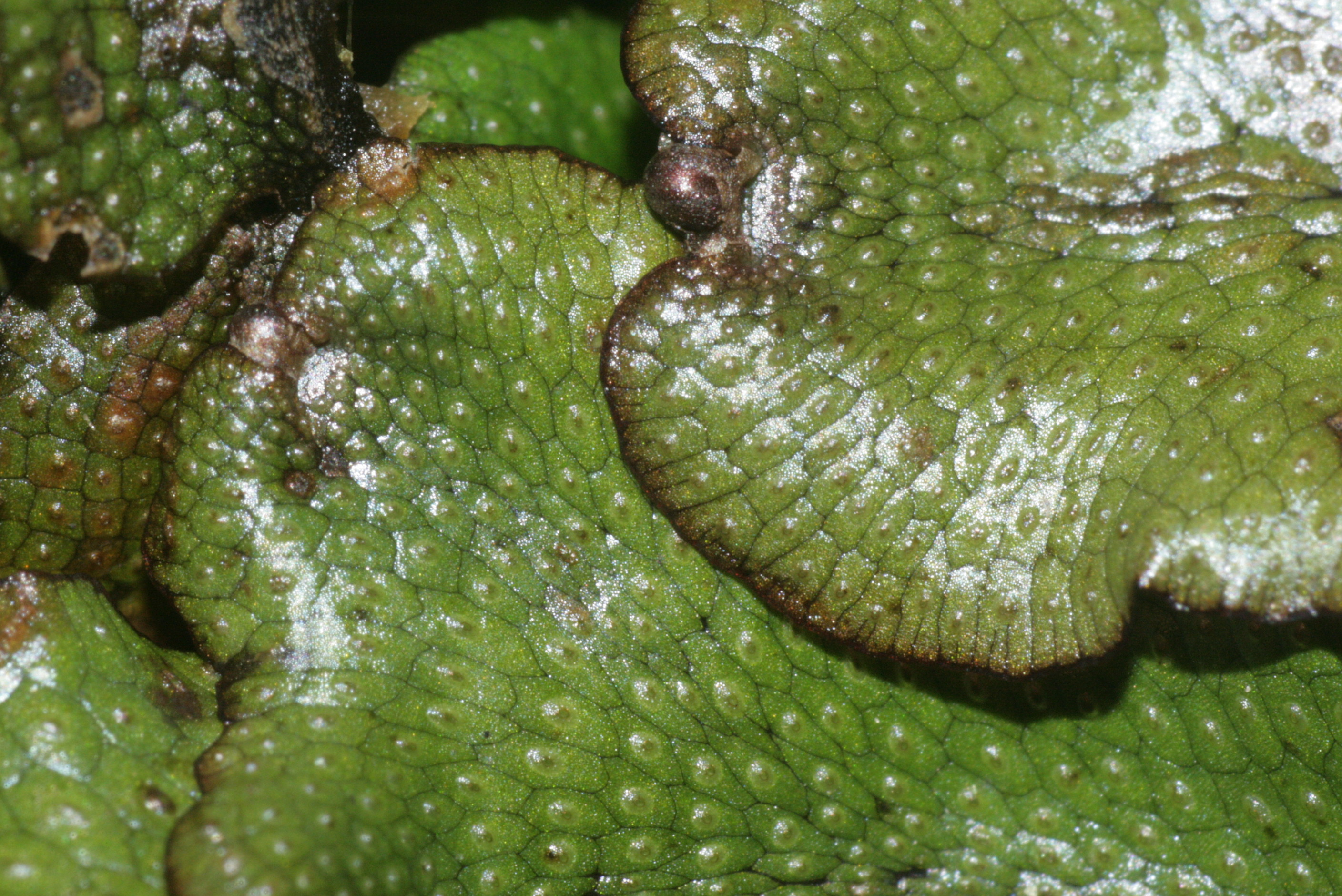
Conocephalum conicum, le thalle est nettement brillant

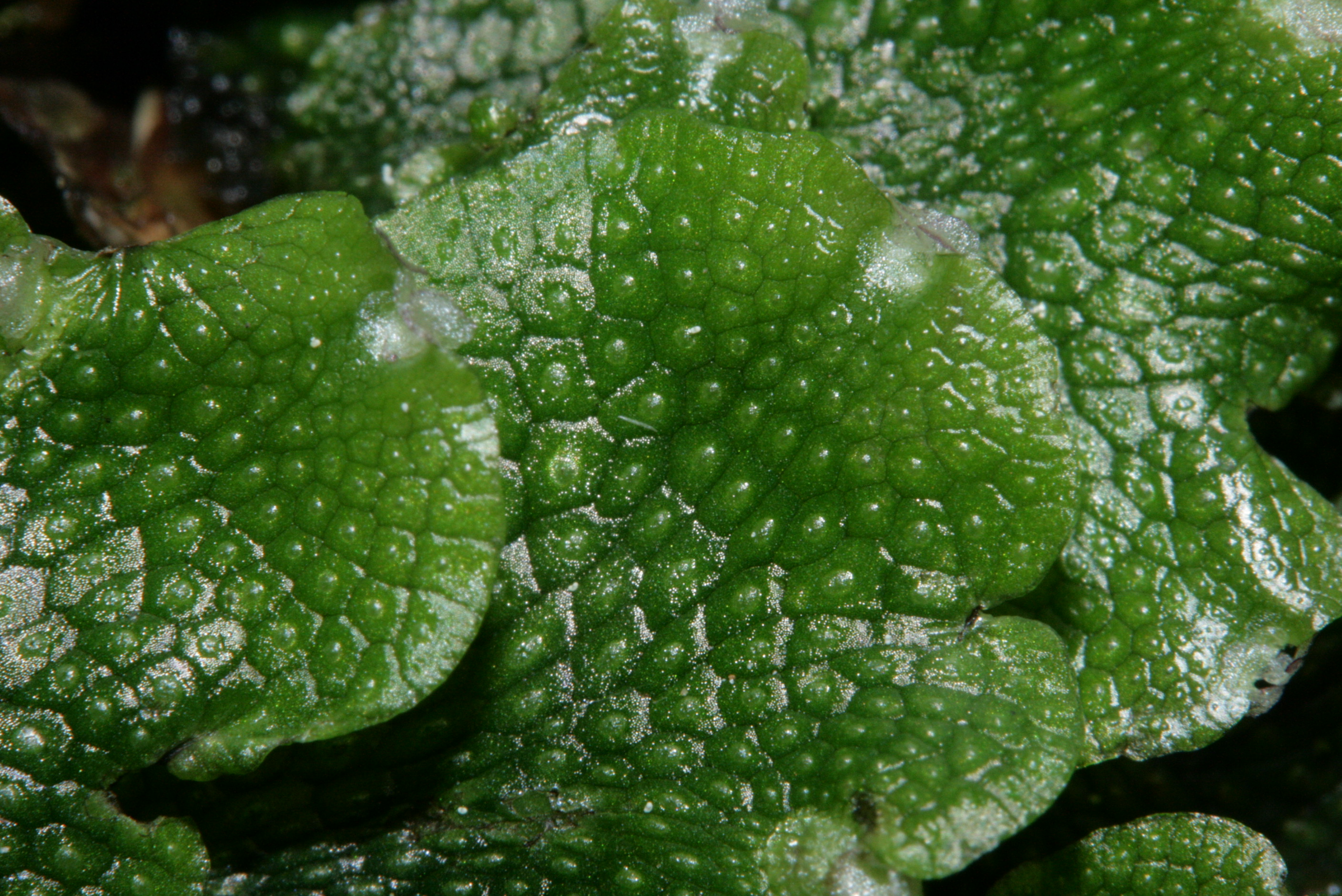
Conocephalum salebrosum, le thalle est terne

Conocephalum conicum et C. salebrosum partagent certaines similitudes dans leurs caractéristiques morphologiques, en plus d'avoir leurs propres traits uniques qui aident à distinguer les deux espèces.

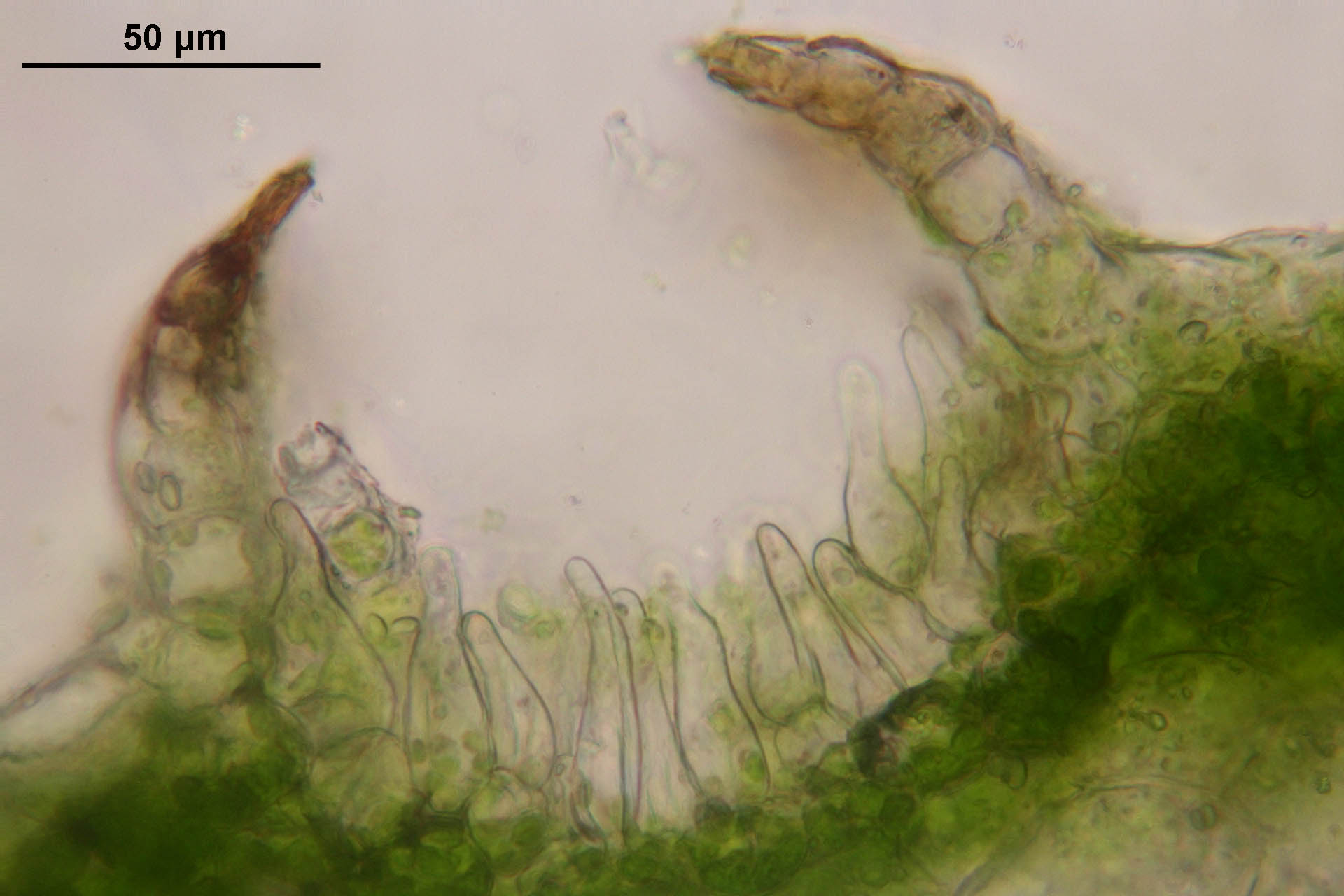
Conocephalum salebrosum, pore d'air présent sur la surface supérieure du thalle

### Gamétophyte
La structure végétative de Conocephalum est un thalle qui a l'apparence d'un corps aplati de tissu végétal,. Le thalle est irrégulièrement ramifié et relativement grand, atteignant une longueur d'environ 20 à 24 cm,. Contrairement à C. conicum et C. salebrosum, le thalle de C. supradecompositum est relativement petit, mesurant 2 à 3 cm de long. Le thalle se développe en développant des lobes qui se fanent à mesure que la plante mûrit. Les plantes de C. salebrosum poussent souvent en chevauchant les lobes, créant parfois de grands tapis.
Les espèces de Conocephalum ont un thalle d'apparence terne, comme C. salebrosum, ou nettement brillant, comme C. conicum,. La surface supérieure du thalle présente des contours hexagonaux caractéristiques formés de rainures peu profondes autour de chaque chambre à air. Le tissu photosynthétique et les chloroplastes sont situés dans les chambres à air. Au milieu de chaque chambre à air se trouve un pore cerclé de blanc,. Les parois supérieures des grandes chambres à air sont souvent visibles à la surface du thalle. Le pore de la chambre à air reste ouvert, contrairement aux stomates des plantes vasculaires où les pores peuvent s'ouvrir et se fermer.
La face inférieure du thalle comporte à la fois des rhizoïdes et des écailles. Les écailles sont de couleur violette et sont disposées au milieu de la face inférieure du thalle. Des rhizoïdes sont également présents sur la face inférieure du thalle. Il existe deux types de rhizoïdes, les rhizoïdes longs et lisses et les rhizoïdes courts et pointus,,. On pense que les rhizoïdes courts jouent un rôle dans l'absorption de l'eau et des nutriments. En revanche, les rhizoïdes plus longs aident à ancrer le thalle au substrat sous-jacent. Les rhizoïdes sont unicellulaires, contrairement aux rhizoïdes multicellulaires que l'on trouve dans les mousses.

#### Corps huileux complexes
Les cellules des hépatiques contiennent souvent des corps huileux complexes,,,. Les corps huileux sont des organites intracellulaires délimités par une seule membrane,. On sait que les corps huileux contiennent une variété de composés phytochimiques uniques, tels que des terpènes et des flavonoïdes. La fonction des corps huileux est encore mal comprise,,. Il a été suggéré que les corps huileux pourraient avoir une fonction dissuasive contre les herbivores ou pourraient protéger des températures froides ou des rayons ultraviolets nocifs,.

### Sporophyte
Le sporophyte est constitué d'une tige non ramifiée appelée soie, qui porte une capsule de spores terminale appelée sporange. Les sporanges de Conocephalum sont portés sous des structures gamétophytes pédonculées appelées archégoniophores. Contrairement aux mousses, le sporophyte mûrit avant que la soie ne s'allonge,. Contrairement aux mousses, les sporophytes de l'hépatique n'ont pas de stomates, de columelle et de dents péristomiales,.

## Cycle de vie

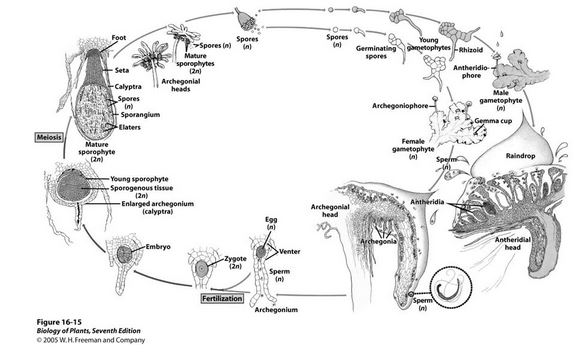
Cycle de vie général de l'hépatique Marchantia

Le cycle de vie des hépatiques implique une alternance de générations de gamétophytes haploïdes et de sporophytes diploïdes. La génération de gamétophytes est plus dominante, tandis que la génération de sporophytes est relativement courte. Le gamétophyte produit des gamètes haploïdes, des ovules et des spermatozoïdes, qui fusionnent pour former un zygote diploïde. Le zygote se développe ensuite en sporophyte qui produit finalement des spores haploïdes par méiose. Le sporophyte a besoin de nutriments fournis par le gamétophyte pour soutenir sa croissance et son développement.
Le cycle de vie des hépatiques Marchantia s'applique également à Conocephalum, à l'exception du fait que Conocephalum n'a pas d'anthéridiophore pédonculé et a plutôt de petites têtes anthéridiennes plates à la surface du thalle.

## Reproduction

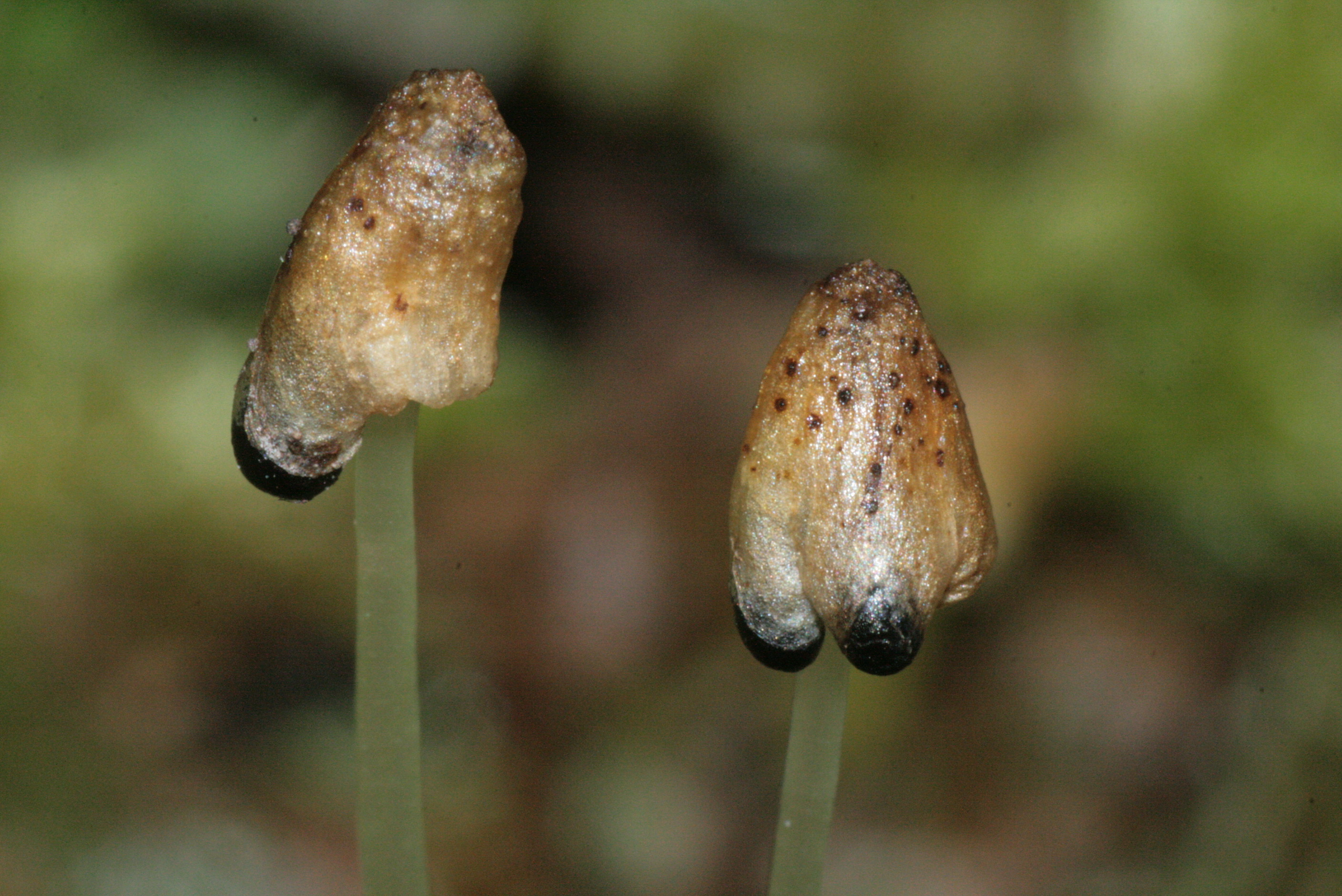
Conocephalum conicum, sporophytes (noirs) suspendus sous les archégoniophores pédonculés en forme de parapluie

Les hépatiques se reproduisent par reproduction sexuée et asexuée. Dans les populations naturelles, la forte variation génétique observée suggère que la reproduction sexuée pourrait dominer. Les espèces de Conocephalum sont dioïques, ce qui signifie que les structures reproductrices mâles et femelles sont produites sur des plantes séparées.

### Reproduction sexuée
Chez Conocephalum, les organes reproducteurs mâles et femelles sont intégrés dans des réceptacles sur des plantes séparées. Sur les plantes mâles, le réceptacle est légèrement surélevé, dépourvu de tige, et souvent de forme circulaire ou ovale. Les anthéridies sont intégrées dans le réceptacle et à maturité, le sperme est libéré dans l'air,,. En revanche, sur les plantes femelles, les réceptacles sont en forme de dôme, avec plusieurs lobes tombants à l'extrémité d'une tige dressée. Les réceptacles sont souvent décrits comme un minuscule parapluie, avec les archégones en dessous.
Les gamétophytes produisent des œufs et des spermatozoïdes dans les archégones et les anthéridies, respectivement. La fécondation se produit lorsque le sperme atteint l'œuf dans l'archégone d'une plante femelle. Une fois la fécondation effectuée, l'ovule dans un archégone se développe en sporophyte. Les sporanges matures situés sous le réceptacle ressemblent à des capsules noires. Ces capsules s'ouvrent pour libérer à la fois des spores et des élatères, qui sont dispersés principalement par le vent,. Les élatères ont pour fonction de propulser les spores pendant la dispersion.
Les élatères de Conocephalum sont uniques et présentent une grande variabilité de forme, de taille et de nombre. Souvent, l'abondance des élatères dans une capsule est 2 à 3 fois plus abondante que celle des spores. Les élatères se forment à partir d'une cellule mère initiale qui se développe en une cellule diploïde avec des épaississements en spirale. En revanche, les spores se développent à partir d'une cellule mère diploïde initiale qui forme finalement des spores haploïdes par méiose.

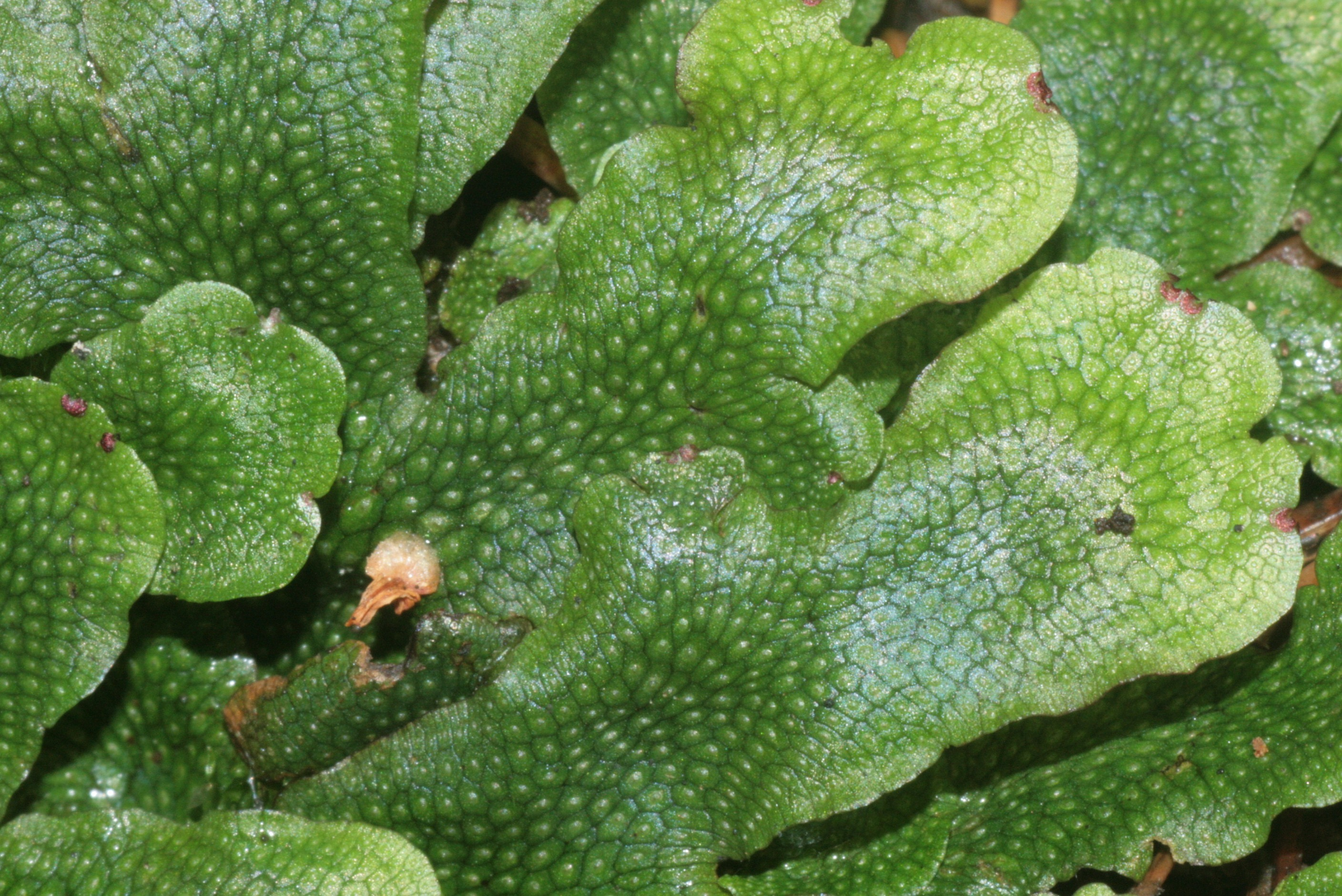
Conocephalum conicum, thalle avec des écailles aux extrémités recouvrant les nouveaux bourgeons printaniers

### Reproduction asexuée
La production de gemmes est une méthode courante de reproduction asexuée chez les hépatiques,,. Les gemmes sont de petits paquets de tissus constitués de cellules haploïdes génétiquement identiques à celles de la plante mère. Elles sont dispersées par les précipitations et finissent par se développer en de nouveaux individus. Chez C. conicum, les gemmes sont situées sur les couches inférieures du thalle et sont libérées lorsque le thalle se dégrade. En revanche, C. salebrosum ne produit pas de gemmes.
La reproduction végétative peut se produire lorsqu'un morceau du thalle se détache et est transporté loin de la plante mère. Les individus résultant de la reproduction végétative sont génétiquement identiques à la plante mère et, par conséquent, les colonies clonales existent souvent en tant que mâles ou femelles.
Les espèces de Conocephalum sont pérennes, ce qui signifie qu'elles peuvent hiverner et produire de nouvelles pousses au printemps. Ces nouveaux bourgeons sont recouverts et protégés par de petites écailles.

## Biochimie

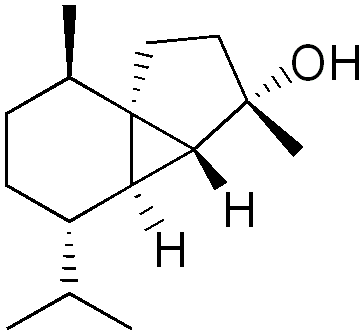
Structure chimique du cubébol

De nombreuses hépatiques produisent différents terpènes et composés aromatiques,. Les terpénoïdes et les composés aromatiques sont souvent accumulés dans les corps huileux de nombreuses hépatiques, y compris Conocephalum. Au sein de Conocephalum, une variation considérable des espèces a été identifiée en fonction de la composition chimique et ces composés ont été utilisés pour identifier différentes espèces cryptiques.
Trois groupes différents de Conocephalum ont été identifiés en fonction de leurs composés volatils primaires uniques. Par exemple, le composé cubébol, un alcool sesquiterpénique, est caractéristique de C. salebrosum. Il a également été noté que C. supradecompositum a une composition chimique distincte par rapport à C. conicum également, principalement que la teneur en monoterpénoïdes de C. supradecompositum est bien inférieure à celle observée chez C. conicum.
Un alcool sesquiterpénique unique connu sous le nom de conocephalenol a été identifié et extrait de C. conicum,. Le conocephalenol possède un squelette chimique unique qui est caractéristique d'un sesquiterpène présent dans les algues rouges.

## Associations avec d'autres espèces

### Interactions fongiques
Conocephalum peut former des associations avec des champignons qui sont similaires aux associations mycorhiziennes observées chez les plantes vasculaires. Des analyses moléculaires ont démontré que Conocephalum contenait des endophytes fongiques du groupe de champignons connus sous le nom de Glomeromycota.
Conocephalum conicum colonise souvent les sols nus ou les substrats rocheux, où les nutriments minéraux peuvent souvent être limitants. L'endophyte fongique établit une relation complexe avec C. conicum, caractérisée par la formation d'arbuscules. Ces champignons forment un mycélium très ramifié à l'extérieur de la plante qui colonise ensuite l'extérieur des rhizoïdes et passe dans le gamétophyte. L'infection fongique induit la croissance d'hyphes fongiques dans les cellules hôtes de C. conicum. Cette association de l'hyphe fongique avec les plastes de l'hôte suggère que la photosynthèse produite par C. conicum est probablement transférée au champignon. Une situation similaire concernant cette association fongique a également été identifiée chez l'hépatique thalloïde Pellia epiphylla. Bien que ces associations soient courantes chez les plantes vasculaires, elles ont rarement été décrites chez les plantes non vasculaires.

### Interactions avec les animaux

#### Herbivorie
Environ 25 espèces de papillons de nuit endémiques à l'Asie de l'Est s'associent exclusivement à Conocephalum. Le stade larvaire des papillons Epimartyria pardella se nourrit de C. conicum,. De plus, l'espèce fongique Loreleia marchantiae se nourrit également de C. conicum.

#### Pathogènes
Le pathogène fongique appartenant au genre Pythium a souvent été isolé à partir de rhizoïdes et de thalles infectés de Conocephalum. Bryoscyphus conocephali est un autre pathogène fongique qui a été associé à C. conicum.

## Applications humaines

### Conocephalumcomme bioindicateur de pollution
Conocephalum conicum a été identifié comme étant tolérant aux métaux lourds et a donc été suggéré comme ayant un rôle possible comme bioindicateur de pollution. Conocephalum conicum absorbe les ions à la fois du sol et de l'atmosphère. Par conséquent, la contamination par les métaux lourds de C. conicum est liée non seulement à la pollution de l'air, mais aussi à la contamination environnementale provenant de différentes sources. Des recherches récentes ont également examiné C. conicum comme bioindicateur de pollution au cadmium. Le cadmium est un métal toxique et considéré comme le troisième contaminant le plus important, après le mercure et le plomb. Il a été démontré que Conocephalum conicum réagit au stress du cadmium en modifiant son activité biologique. Ces changements biologiques pourraient être utilisés comme biomarqueurs de la pollution au cadmium.

Structure chimique de l'aflatoxine B1 trouvée dans les champignons Aspergillus

### Activité antifongique
Il a été suggéré que Conocephalum conicum avait un rôle possible dans la gestion des maladies d'origine alimentaire causées par des espèces de champignons Aspergillus. Aspergillus produit des toxines très puissantes, des cancérogènes, appelés aflatoxines. Les aflatoxines sont nocives pour les plantes et les animaux. Aspergillus peut provoquer des maladies dans de nombreuses cultures importantes, qui peuvent à terme provoquer des maladies chez l'homme. Il a été démontré que Conocephalum possède une variété de composés bioactifs qui favorisent la propriété antifongique contre Aspergillus.

### Ethnomédecine
Partout en Amérique du Nord, en Chine et en Inde, des hépatiques telles que Conocephalum ont été utilisées à des fins ethnomédicales. Conocephalum est connu pour être important pour les tribus Bhotia, Raji, Tharus et Boxas dans le district de Pithoragarh de Kumaon Himalaya. Conocephalum conicum est utilisé pour traiter les brûlures, et l'extrait de C. conicum est également utilisé dans le traitement des calculs biliaires. Conocephalum a également démontré une activité antidote contre les morsures de serpents venimeux. Le rôle de Conocephalum dans la médecine moderne n'a pas encore été étudié.

### Industrie cosmétique
Les hépatiques contiennent souvent des composés très piquants. Les espèces de Conocephalum dégagent souvent une odeur caractéristique de la térébenthine. On pense que cette odeur est liée à la présence de monoterpénoïdes. Le composé conocephalenol est largement utilisé dans l'industrie cosmétique pour ses propriétés odorantes.

## Galerie de photos

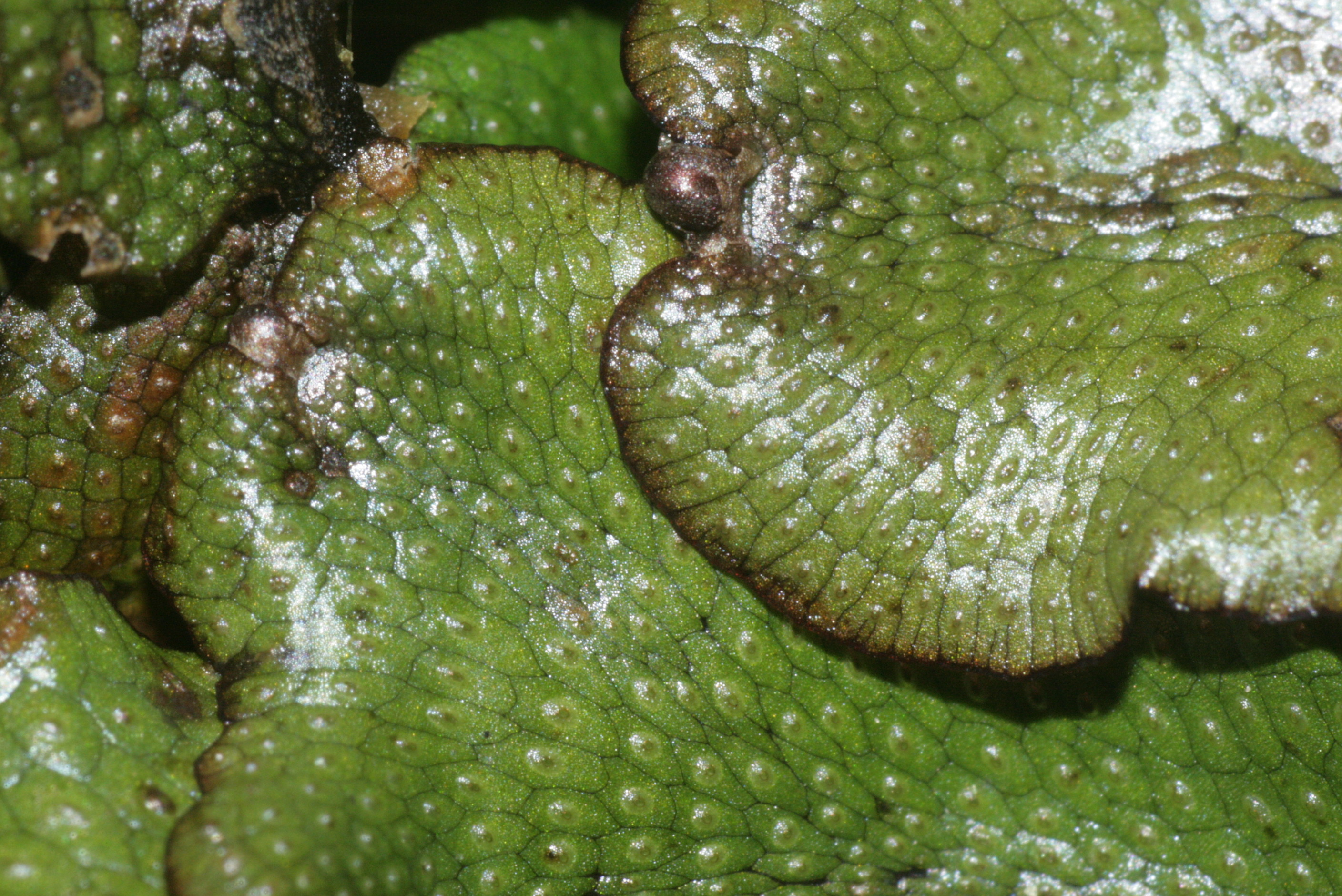
Conocephalum conicum, le thalle est nettement brillant
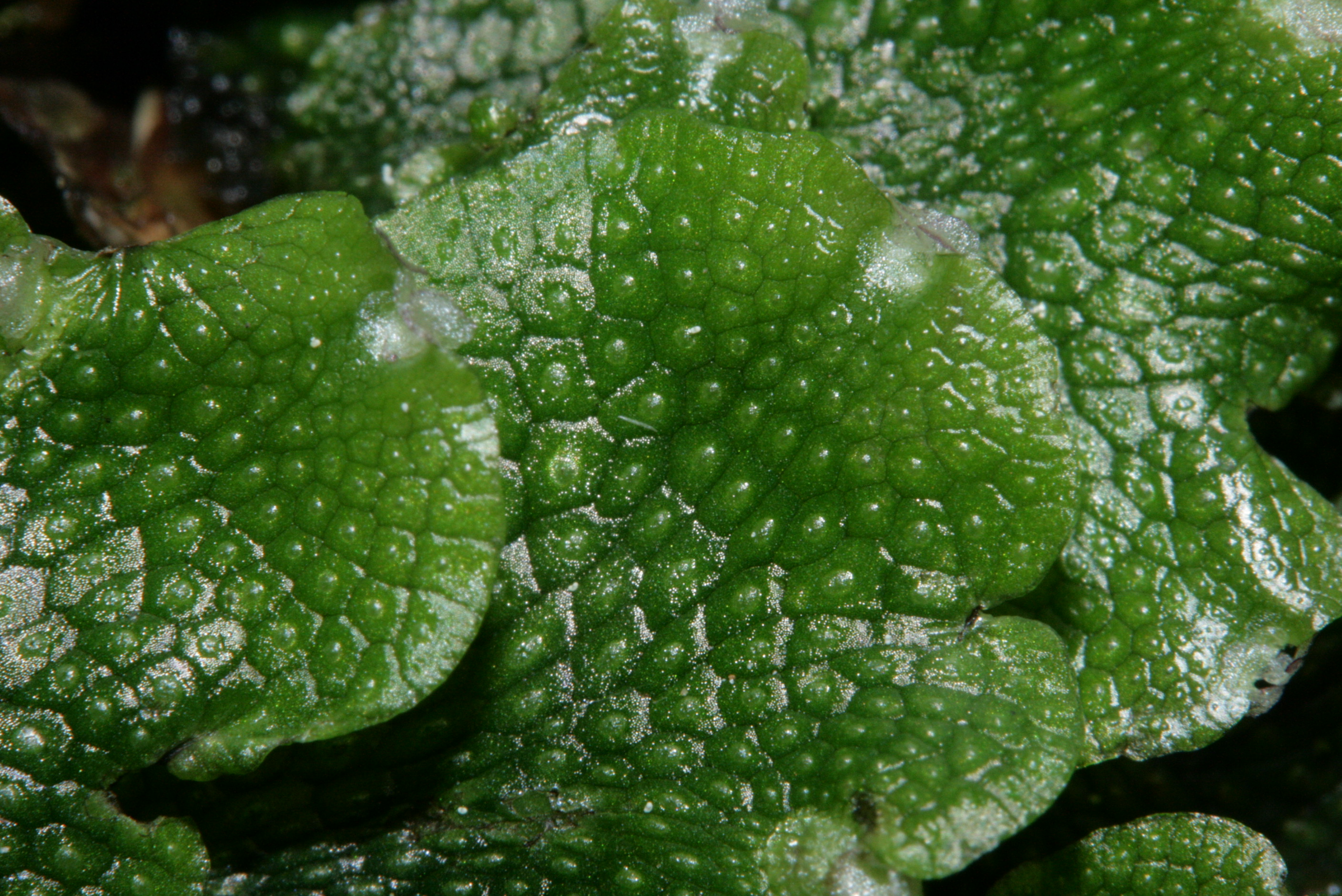
Conocephalum salebrosum, le thalle est d'apparence terne
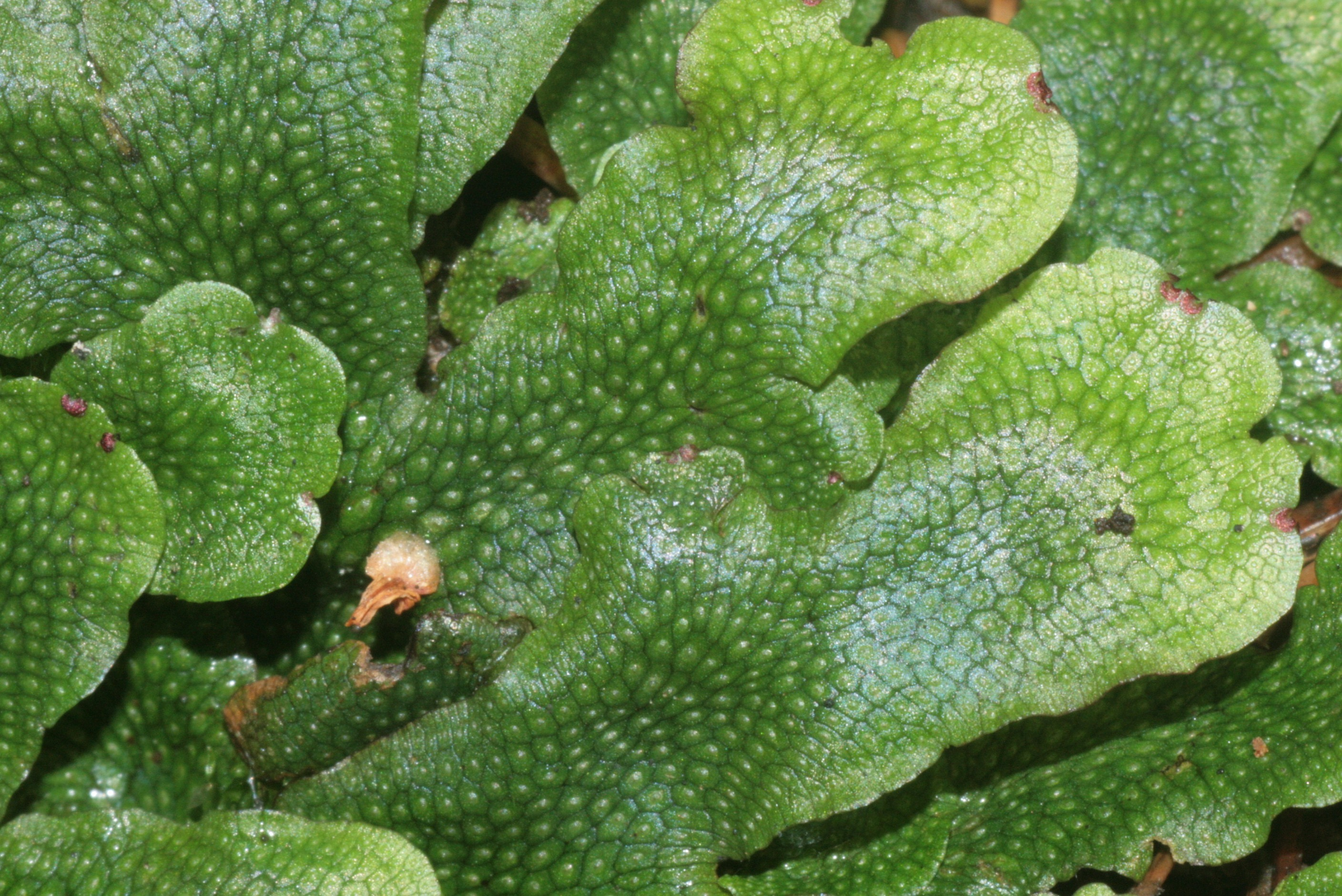
Conocephalum conicum, thalle
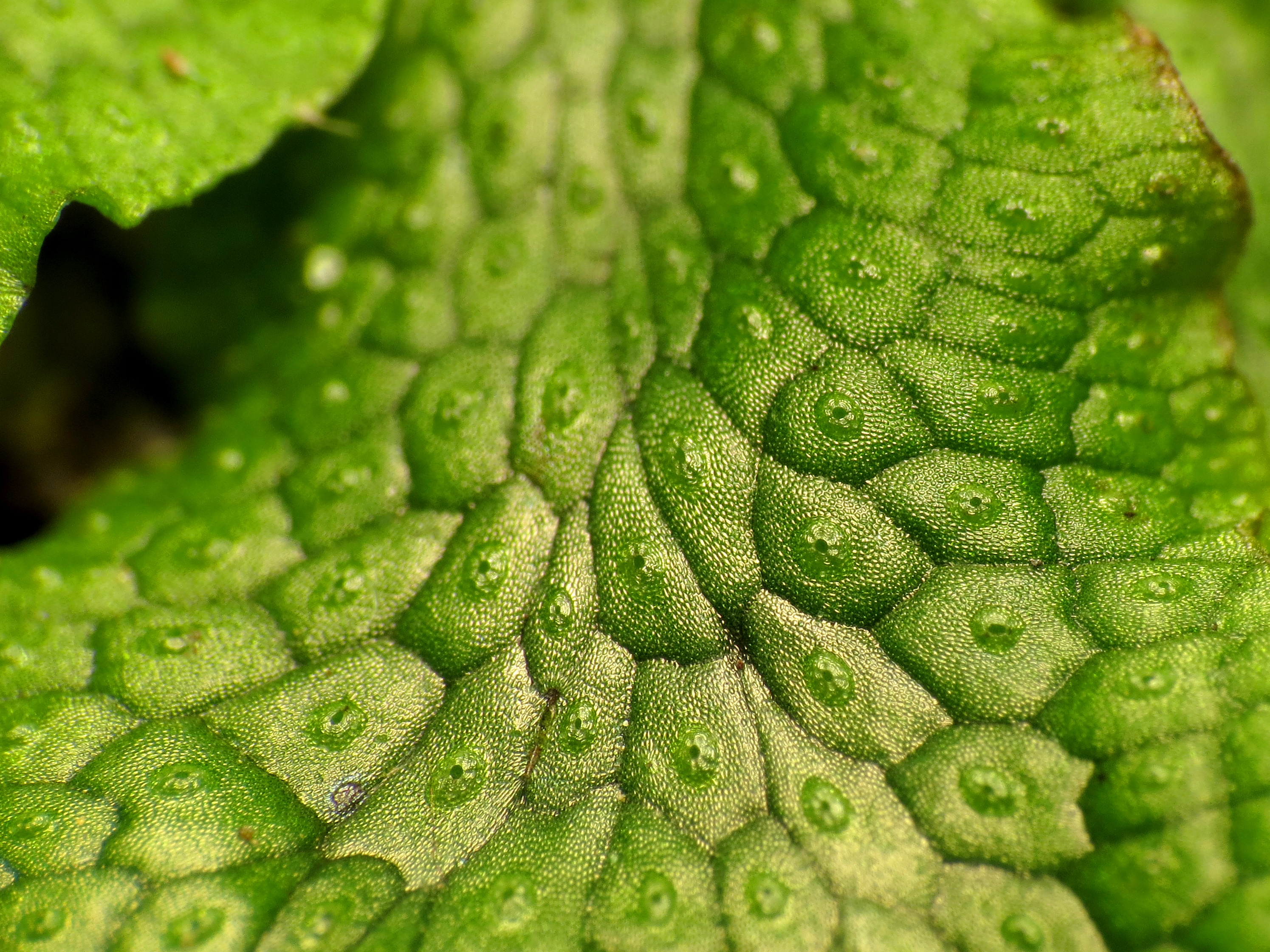
Conocephalum conicum, pores d'air visibles sur la surface supérieure du thalle
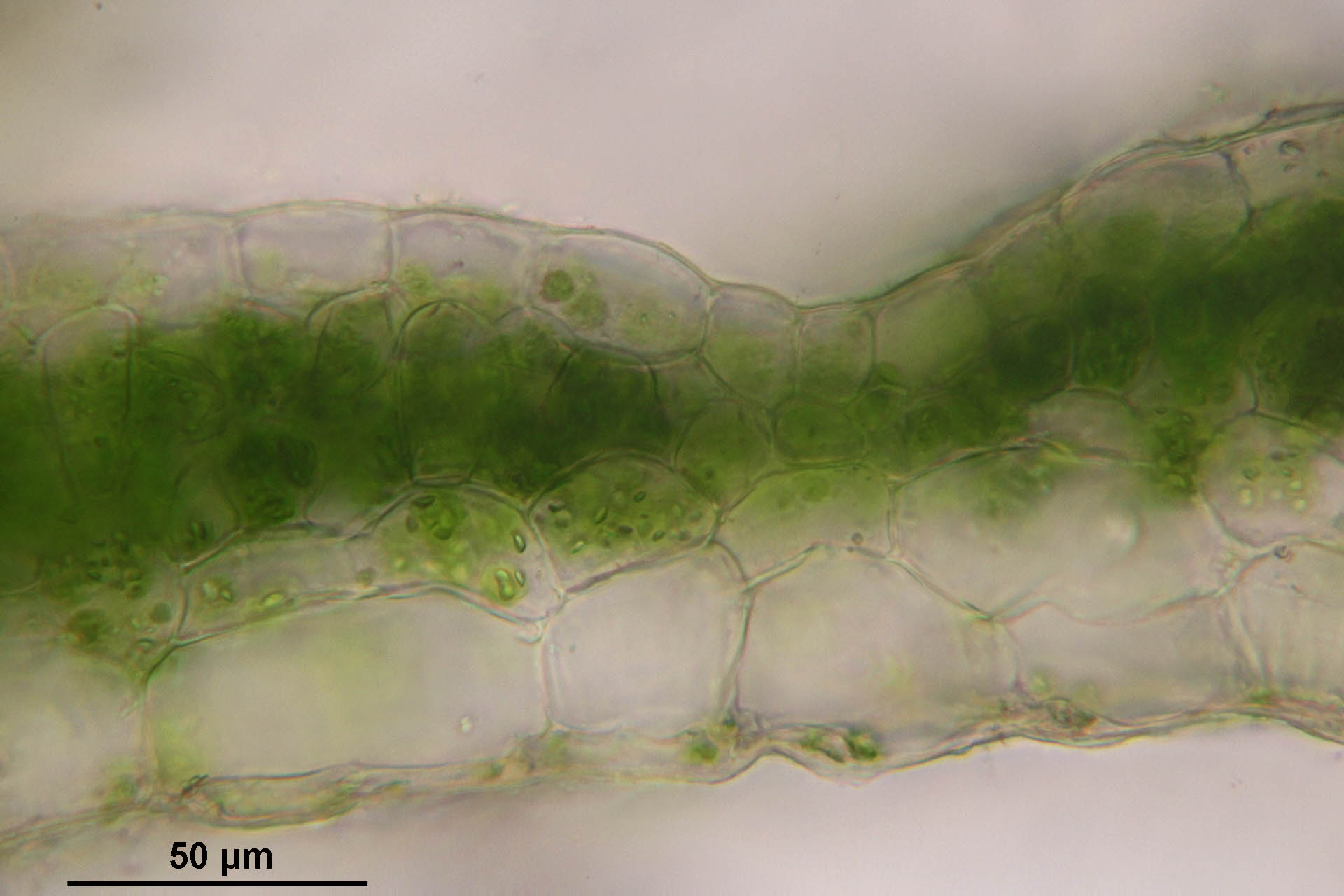
Conocephalum salebrosum, coupe transversale du thalle montrant les cellules photosynthétiques
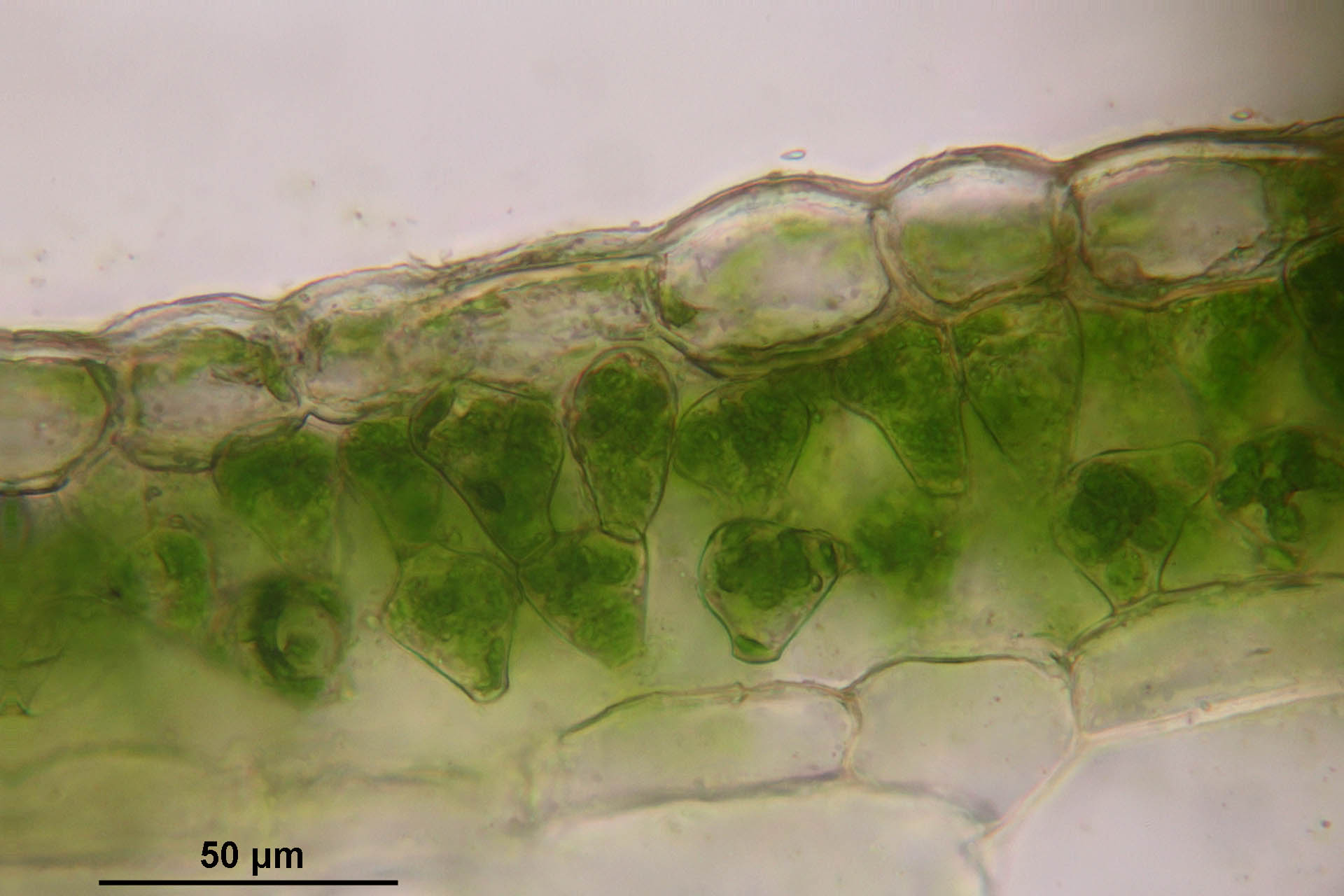
Conocephalum salebrosum, coupe transversale du thalle montrant les cellules photosynthétiques
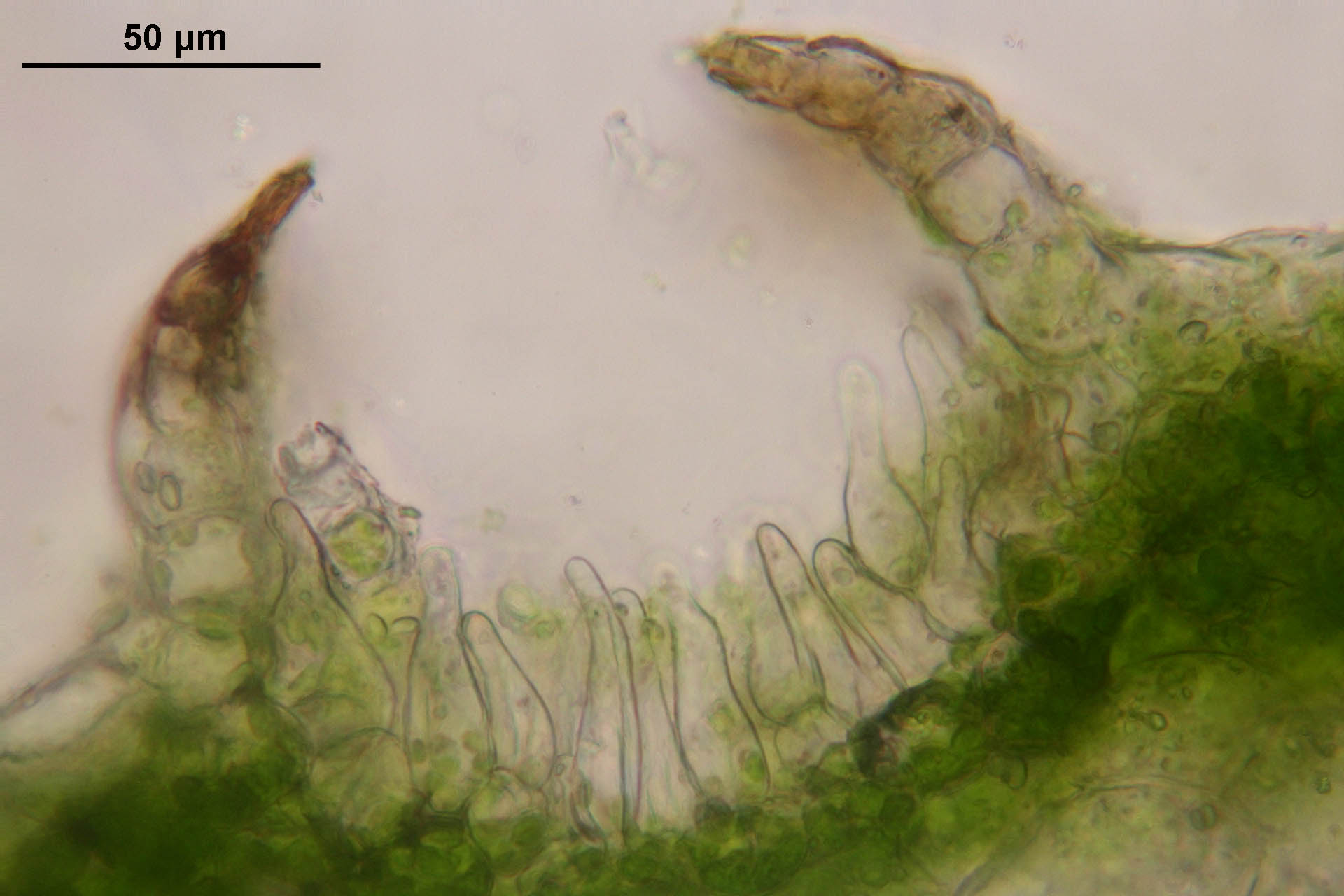
Conocephalum conicum, pore d'air présent sur la surface supérieure du thalle
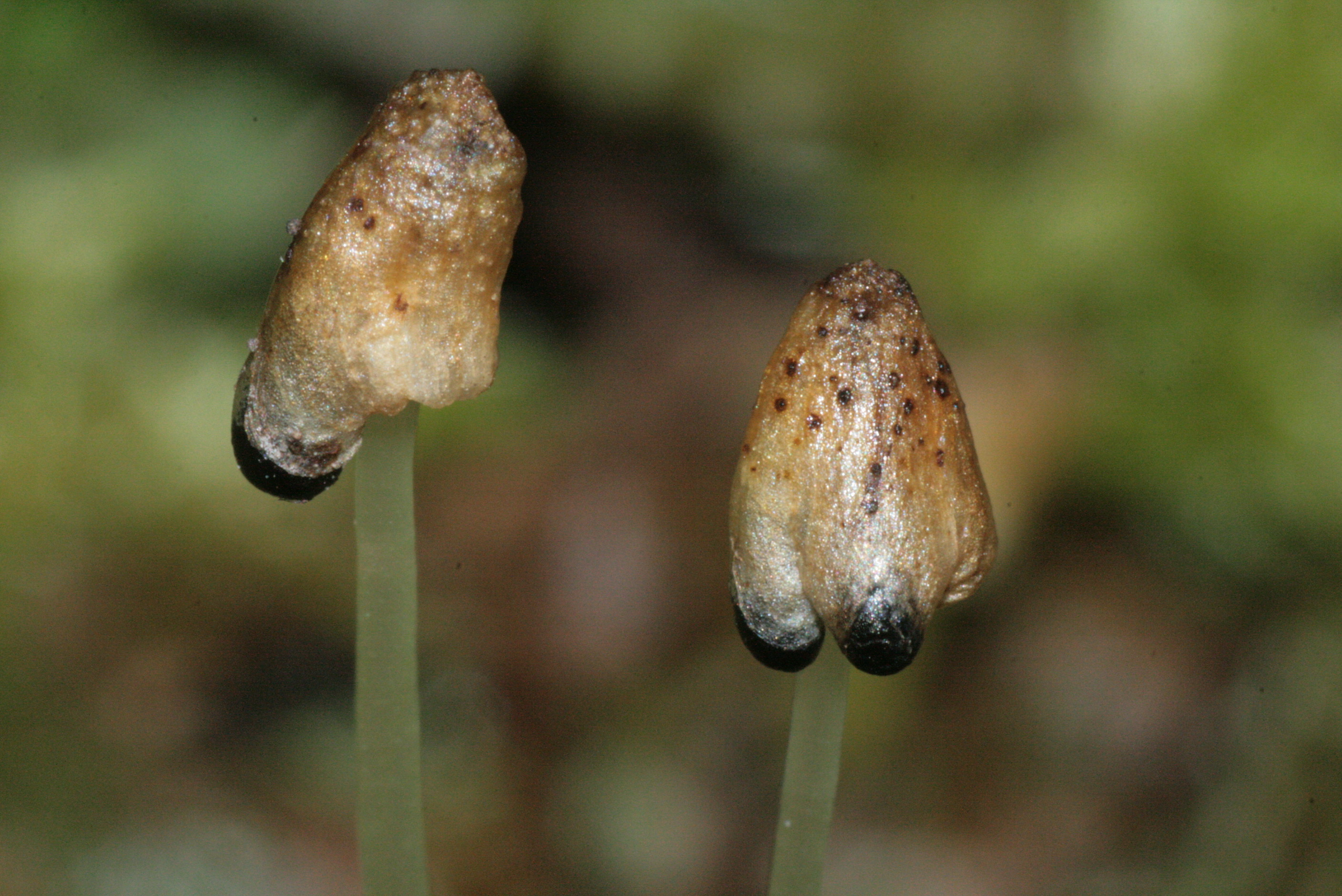
Conocephalum conicum, sporophytes (noirs) suspendus sous les archégoniophores pédonculés en forme de parapluie
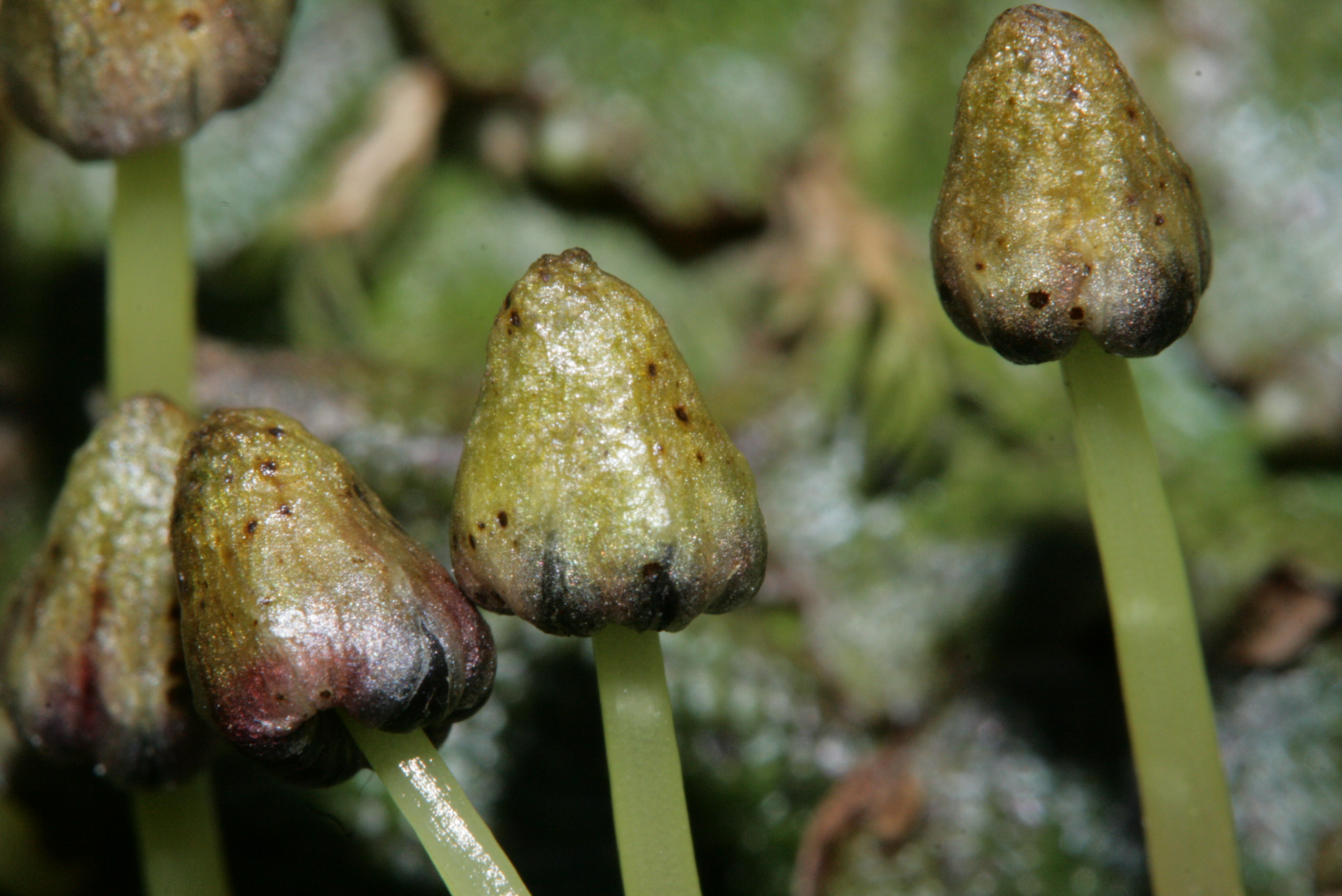
Conocephalum salebrosum, sporophytes (noirs) suspendus sous les archégoniophores pédonculés en forme de parapluie
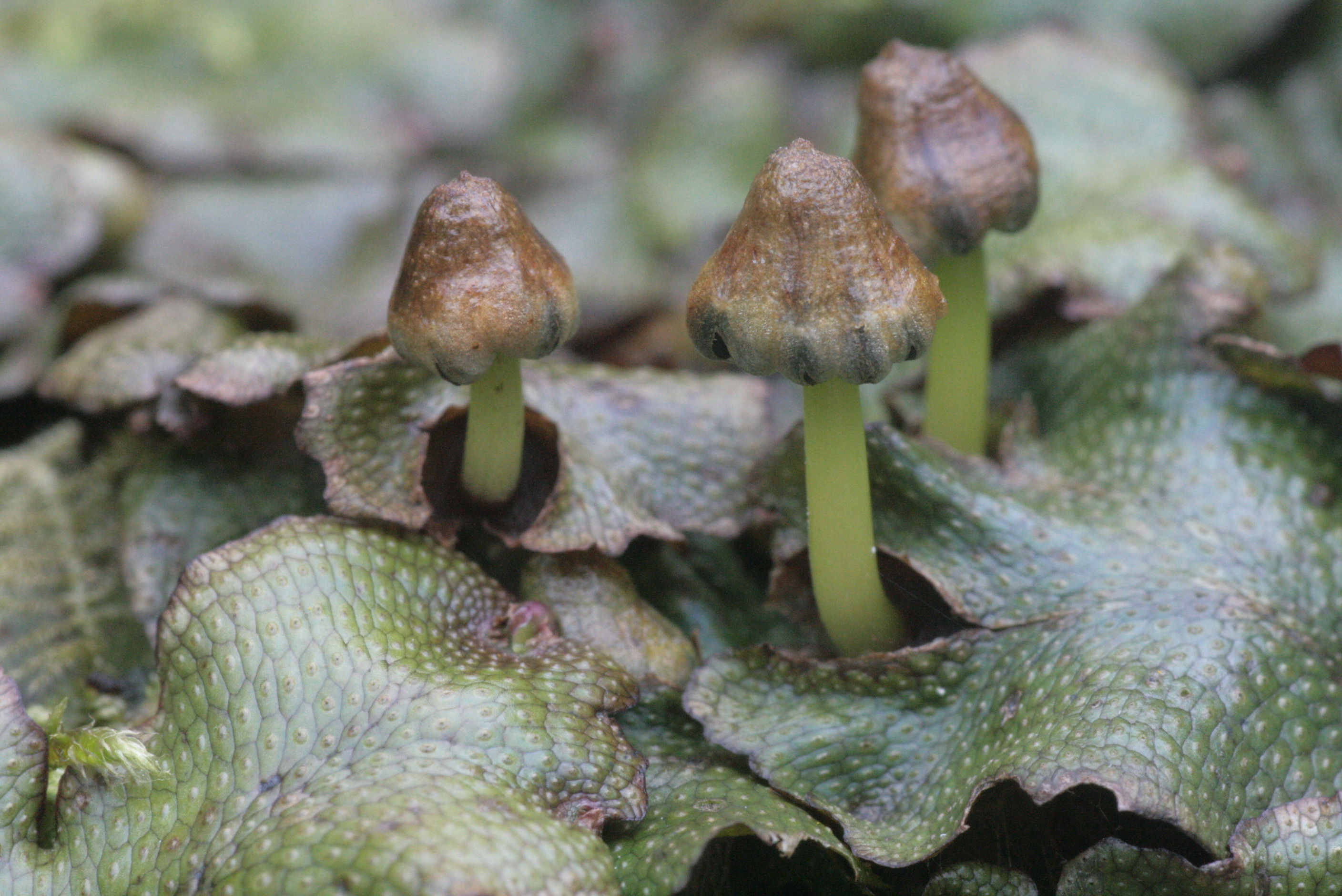
Conocephalum conicum, sporophytes (noirs) suspendus sous les archégoniophores
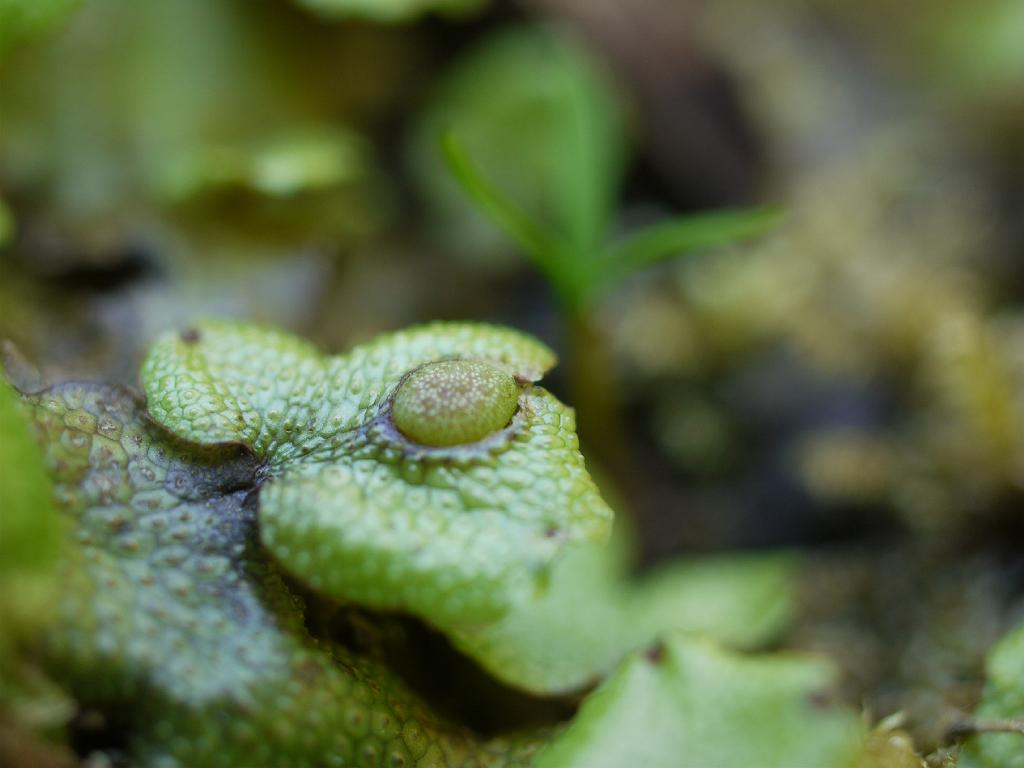
Conocephalum conicum, anthéridie
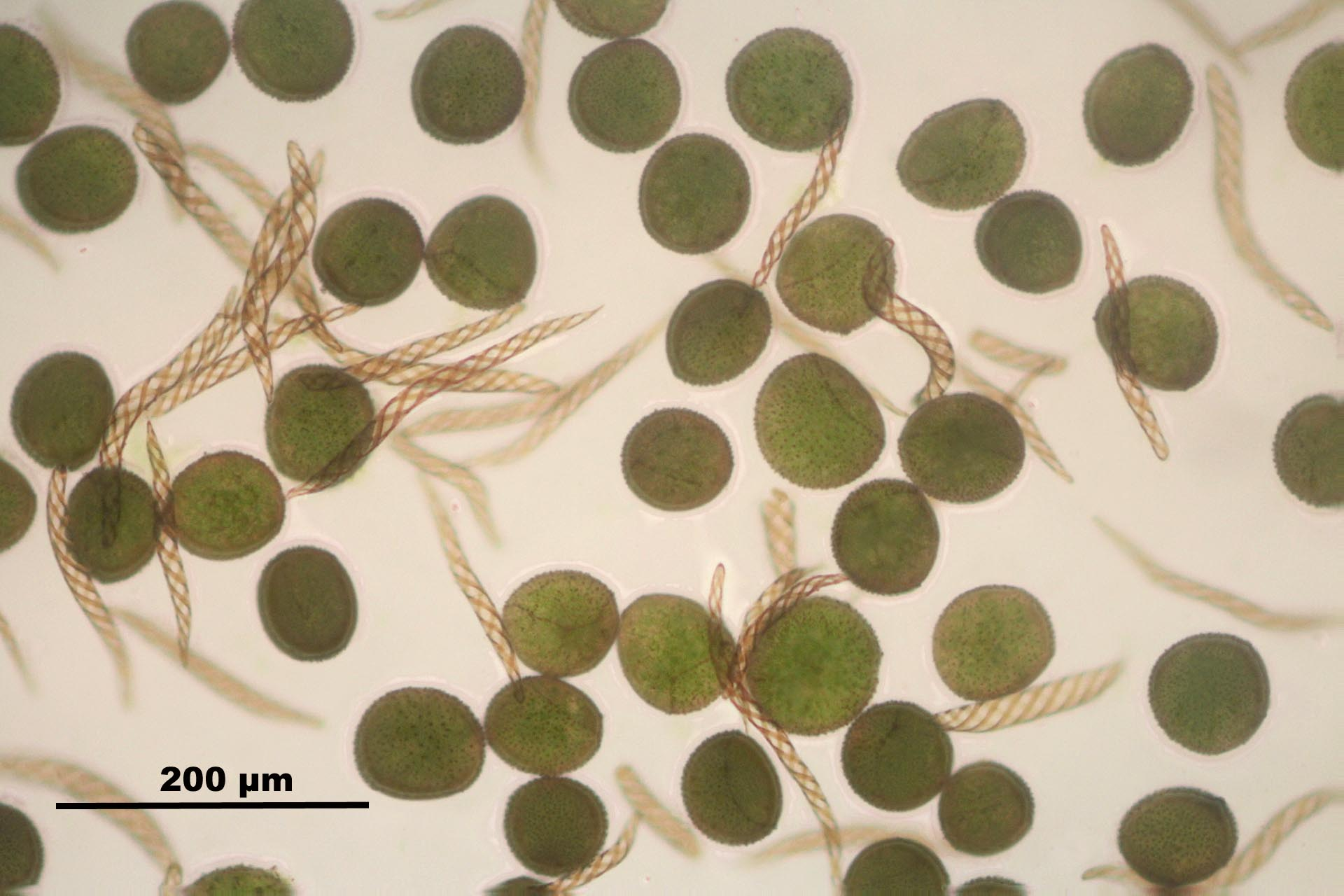
Conocephalum salebrosum, spores et élatères
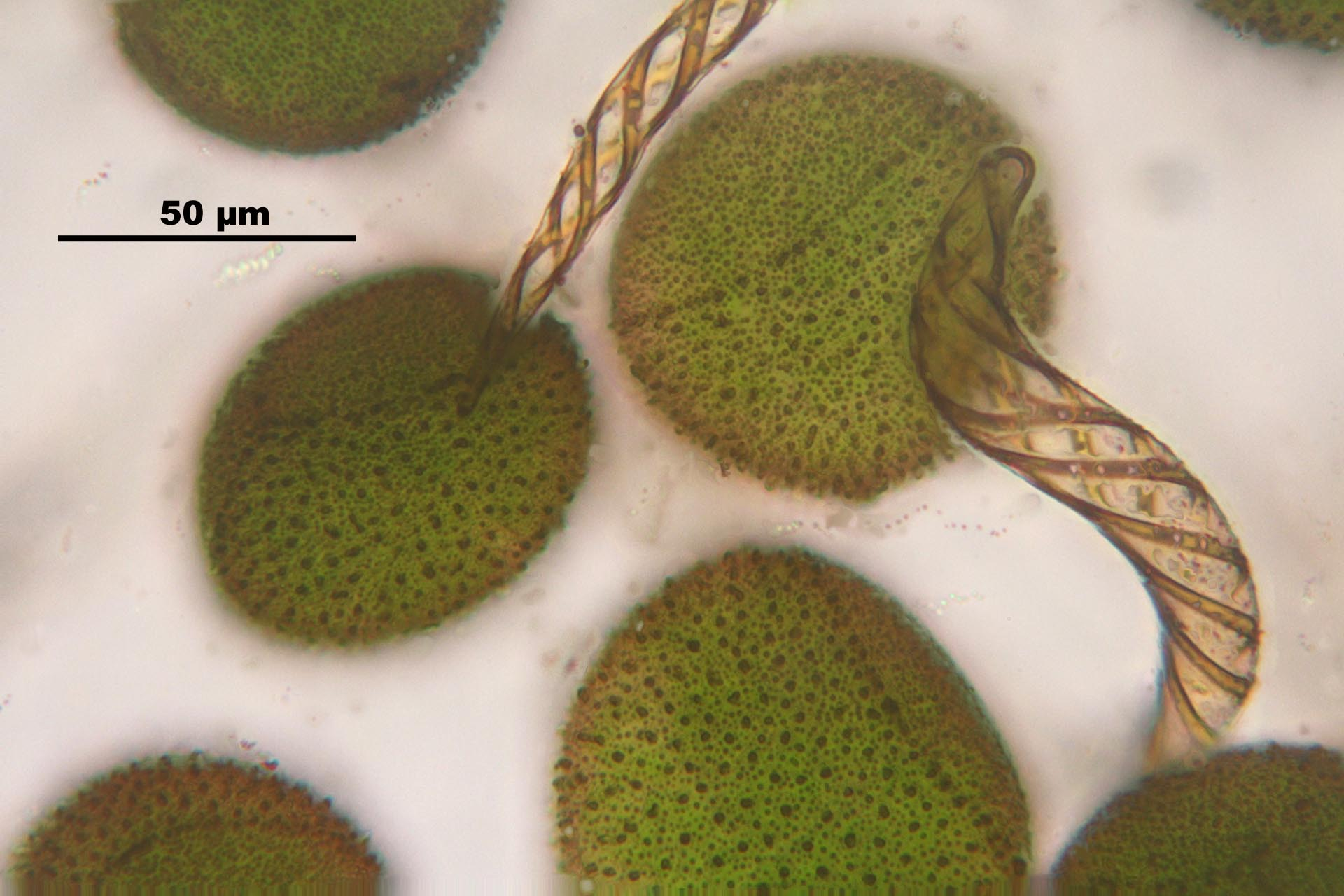
Conocephalum salebrosum, spores et élatères
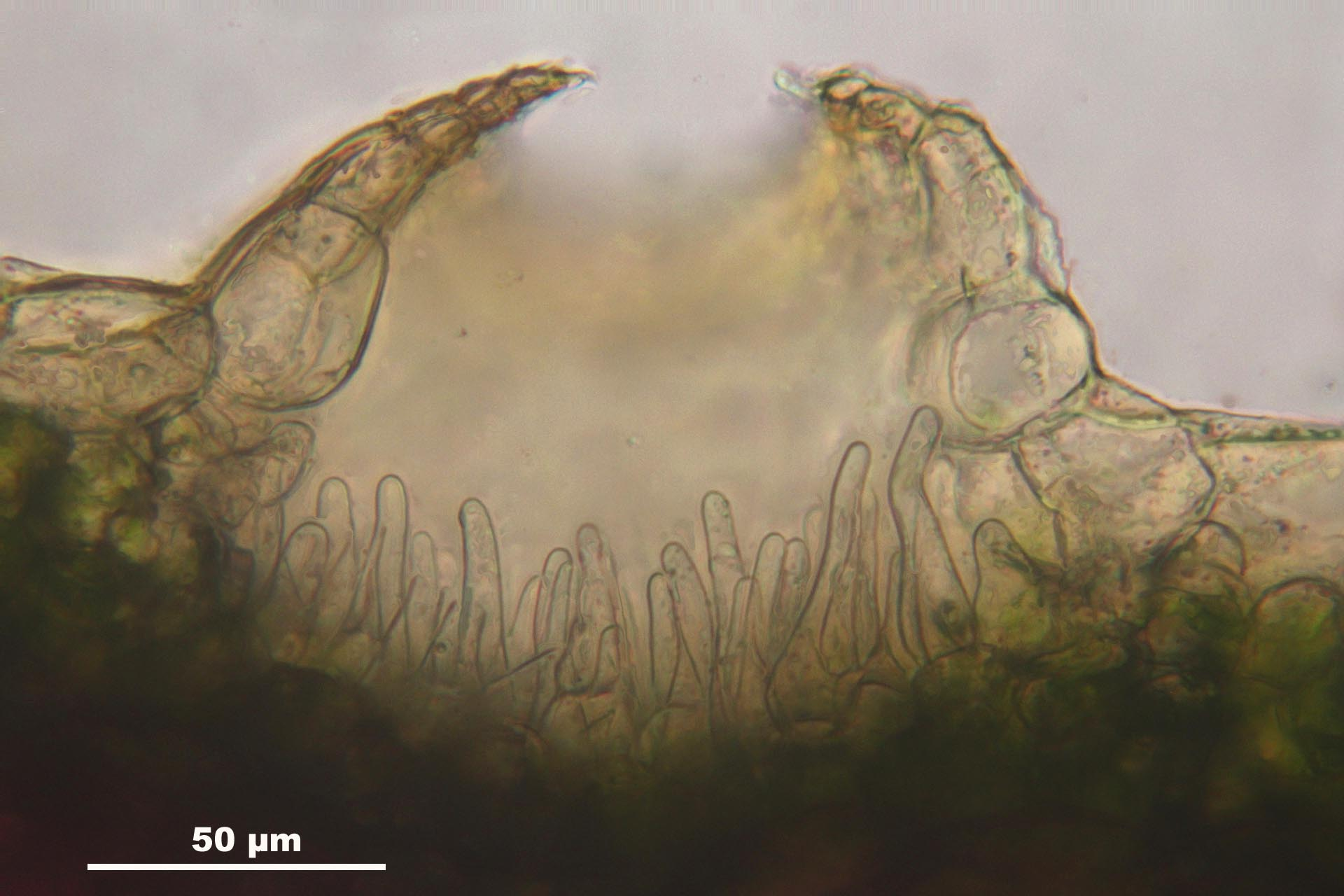
Conocephalum salebrosum, pore infrarouge présent sur la surface supérieure du thalle